# Linnaemya fissiglobula
Linnaemya fissiglobula är en tvåvingeart som beskrevs av Pandelle 1895. Linnaemya fissiglobula ingår i släktet Linnaemya och familjen parasitflugor. Inga underarter finns listade i Catalogue of Life.